# Campionati del mondo di atletica leggera 2015 - Lancio del disco maschile
La gara di lancio del disco maschile si è svolta sabato 29 agosto 2015.

## Podio
| Pos.    | Atleta            | Nazionalità | Misura  |
| ------- | ----------------- | ----------- | ------- |
| Oro     | Piotr Małachowski | Polonia     | 67,40 m |
| Argento | Philip Milanov    | Belgio      | 66,90 m |
| Bronzo  | Robert Urbanek    | Polonia     | 65,18 m |

## Situazione pre-gara

### Record
Prima di questa competizione, il record del mondo (RM) e il record dei campionati (RC) erano i seguenti.
| Record                | Prestazione | Atleta                     | Data                                   | Competizione              |
| --------------------- | ----------- | -------------------------- | -------------------------------------- | ------------------------- |
| Record mondiale       | 74,08 m     | Jürgen Schult Germania Est | 6 giugno 1986 Neubrandenburg, Germania |                           |
| Record dei campionati | 70,17 m     | Virgilijus Alekna Lituania | 7 agosto 2005 Helsinki, Finlandia      | Campionati del mondo 2005 |

### Campioni in carica
I campioni in carica, a livello mondiale e olimpico, erano:
| Campione | Atleta                  | Prestazione | Data                              | Competizione         |
| -------- | ----------------------- | ----------- | --------------------------------- | -------------------- |
| Olimpico | Robert Harting Germania | 68,27 m     | 7 agosto 2012 Londra, Regno Unito | Giochi Olimpici 2012 |
| Mondiale | Robert Harting Germania | 69,11 m     | 13 agosto 2013 Mosca, Russia      | Mondiali 2013        |

### La stagione
Prima di questa gara, gli atleti con le migliori tre prestazioni dell'anno erano:
| Pos. | Atleta                     | Prestazione | Data                                       |
| ---- | -------------------------- | ----------- | ------------------------------------------ |
| 1    | Piotr Małachowski Polonia  | 68,29 m     | 1 agosto 2015 Cetniewo, Polonia            |
| 2    | Jason Morgan Giamaica      | 68,19 m     | 6 giugno 2015 Pearl, Stati Uniti d'America |
| 3    | Christoph Harting Germania | 67,93 m     | 16 maggio 2015 Halle, Germania             |

## Risultati

### Qualificazioni
65.00 m (Q) o le migliori 12 misure (q) si qualificano alla finale.
| Pos. | Gruppo | Nome                     | Nazionalità | 1ª prova | 2ª prova | 3ª prova | Misura  | Note |
| ---- | ------ | ------------------------ | ----------- | -------- | -------- | -------- | ------- | ---- |
| 1    | A      | Fedrick Dacres           | Giamaica    | 65,77 m  |          |          | 65,77 m | Q    |
| 2    | A      | Piotr Małachowski        | Polonia     | x        | 59,08 m  | 65,59 m  | 65,59 m | Q    |
| 3    | B      | Gerd Kanter              | Estonia     | x        | 64,78 m  | 61,94 m  | 64,78 m | q    |
| 4    | A      | Apostolos Parellīs       | Cipro       | 63,93 m  | 64,41 m  | 63,25 m  | 64,41 m | q    |
| 5    | B      | Robert Urbanek           | Polonia     | 62,97 m  | 64,23 m  | x        | 64,23 m | q    |
| 6    | B      | Christoph Harting        | Germania    | 64,23 m  | –        | –        | 64,23 m | q    |
| 7    | A      | Vikas Gowda              | India       | 63,86 m  | 63,84 m  | x        | 63,86 m | q    |
| 8    | A      | Philip Milanov           | Belgio      | x        | 62,20 m  | 63,85 m  | 63,85 m | q    |
| 9    | A      | Daniel Ståhl             | Svezia      | 62,66 m  | 61,22 m  | 62,06 m  | 62,66 m | q    |
| 10   | A      | Julian Wruck             | Australia   | 60,84 m  | 60,80 m  | 62,63 m  | 62,63 m | q    |
| 11   | B      | Mauricio Ortega          | Colombia    | 58,81 m  | x        | 62,54 m  | 62,54 m | q    |
| 12   | B      | Benn Harradine           | Australia   | 60,75 m  | 62,48 m  | x        | 62,48 m | q    |
| 13   | A      | Victor Hogan             | Sudafrica   | 62,41 m  | x        | 62,33 m  | 62,41 m |      |
| 14   | A      | Andrius Gudžius          | Lituania    | 59,64 m  | 58,25 m  | 62,22 m  | 62,22 m |      |
| 15   | B      | Daniel Jasinski          | Germania    | 57,65 m  | 61,53 m  | 61,70 m  | 61,70 m |      |
| 16   | A      | Martin Kupper            | Estonia     | 60,23 m  | 61,59 m  | 59,98 m  | 61,59 m |      |
| 17   | B      | Chad Wright              | Giamaica    | 60,78 m  | 61,53 m  | 61,23 m  | 61,53 m |      |
| 18   | A      | Zoltán Kővágó            | Ungheria    | 56,19 m  | x        | 61,37 m  | 61,37 m |      |
| 19   | A      | Martin Wierig            | Germania    | 61,35 m  | x        | x        | 61,35 m |      |
| 20   | A      | Lukas Weißhaidinger      | Austria     | 60,68 m  | 61,26 m  | 60,62 m  | 61,26 m |      |
| 21   | A      | Ronald Julião            | Brasile     | 61,02 m  | 59,71 m  | 59,28 m  | 61,02 m |      |
| 22   | B      | Jason Morgan             | Giamaica    | 60,85 m  | 60,81 m  | 60,02 m  | 60,85 m |      |
| 23   | B      | Axel Härstedt            | Svezia      | 60,52 m  | x        | x        | 60,52 m |      |
| 24   | B      | Ehsan Haddadi            | Iran        | 60,39 m  | x        | x        | 60,39 m |      |
| 25   | B      | Alex Rose                | Samoa       | 57,78 m  | 59,07 m  | x        | 59,07 m |      |
| 26   | B      | Russell Winger           | Stati Uniti | 56,08 m  | 53,16 m  | 58,69 m  | 58,69 m |      |
| 27   | B      | Essa Mohammed Al-Zankawi | Kuwait      | 58,44 m  | 58,68 m  | 57,64 m  | 58,68 m |      |
| 28   | B      | Lois Maikel Martínez     | Spagna      | 58,01 m  | 57,91 m  | x        | 58,01 m |      |
| 29   | B      | Jared Schuurmans         | Stati Uniti | 55,95 m  | 57,71 m  | 57,74 m  | 57,74 m |      |
| 30   | B      | Gerhard Mayer            | Austria     | x        | 57,73 m  | x        | 57,73 m |      |
|      | A      | Rodney Brown             | Stati Uniti | x        | x        | x        | nm      |      |

### Finale
| Pos.   | Atleta             | Nazionalità | 1ª prova | 2ª prova | 3ª prova | 4ª prova | 5ª prova | 6ª prova | Misura  | Note                                     |
| ------ | ------------------ | ----------- | -------- | -------- | -------- | -------- | -------- | -------- | ------- | ---------------------------------------- |
| center | Piotr Małachowski  | Polonia     | 65,09 m  | 67,40 m  | 62,04 m  | 64,40 m  | 64,59 m  | 64,84 m  | 67,40 m |                                          |
| center | Philip Milanov     | Belgio      | 60,06 m  | 64,38 m  | 66,90 m  | x        | 62,32 m  | 65,67 m  | 66,90 m | Record nazionale                         |
| center | Robert Urbanek     | Polonia     | 60,47 m  | 61,58 m  | 64,14 m  | 64,62 m  | 65,18 m  | x        | 65,18 m |                                          |
| 4      | Gerd Kanter        | Estonia     | 64,82 m  | 63,52 m  | 63,95 m  | 64,01 m  | 64,65 m  | x        | 64,82 m |                                          |
| 5      | Daniel Ståhl       | Svezia      | 61,74 m  | 60,42 m  | 64,42 m  | 64,73 m  | x        | x        | 64,73 m | Miglior prestazione personale stagionale |
| 6      | Apostolos Parellīs | Cipro       | 63,20 m  | 64,55 m  | 63,63 m  | 63,46 m  | 64,39 m  | 62,66 m  | 64,55 m |                                          |
| 7      | Fedrick Dacres     | Giamaica    | 64,22 m  | 59,80 m  | x        | 62,74 m  | 61,73 m  | x        | 64,22 m |                                          |
| 8      | Christoph Harting  | Germania    | 63,94 m  | 63,55 m  | x        | x        | x        | x        | 63,94 m |                                          |
| 9      | Vikas Gowda        | India       | 60,28 m  | x        | 62,24 m  |          |          |          | 62,24 m |                                          |
| 10     | Benn Harradine     | Australia   | 58,15 m  | x        | 62,05 m  |          |          |          | 62,05 m |                                          |
| 11     | Mauricio Ortega    | Colombia    | 13,10 m  | x        | 62,01 m  |          |          |          | 62,01 m |                                          |
| 12     | Julian Wruck       | Australia   | 59,74 m  | 60,01 m  | 56,78 m  |          |          |          | 60,01 m |                                          |